# 桑野 (郡山市)
桑野（くわの）は、福島県郡山市に所在する町丁である。郵便番号は963-8025。

## 地理
郡山市役所本庁所管地域である市街中心部に属する。北で富田町、東で並木、朝日、南で開成、西で島、亀田、小関谷地、桑野北町、北西で下亀田、原中とそれぞれ隣接する。中心市街地北西部に位置し、住居表示が実施されている。南北に通る国道49号沿線以東、開成山公園北側から一級水系阿武隈川水系亀田川に至る南北に延びる区画を範囲とし南から順に一～五丁目が設置されている。幹線道路沿いに商業施設や事務所、公的機関などが立ち並び、それらの裏手に住宅地が広がる。開成に所在する郡山警察署開成山交番、および堂前町に所在する郡山消防署本署がそれぞれ管轄にあたる。

## 世帯数と人口
2024年1月1日現在の世帯数と人口は以下の通りである。
| 町丁 | 世帯数    | 人口    |
| ---- | --------- | ------- |
| 桑野 | 2,466世帯 | 4,698人 |

## 小・中学校の学区
市立小・中学校に通う場合、学区は以下の通りとなる。
| 番地                                                        | 小学校             | 中学校                 |
| ----------------------------------------------------------- | ------------------ | ---------------------- |
| 下記を除く全域                                              | 郡山市立大島小学校 | 郡山市立郡山第五中学校 |
| 一丁目13・22番                                              | 郡山市開成小学校   | 郡山市立郡山第一中学校 |
| 一丁目23～25番、二丁目37～39番、 三丁目20番、四丁目34～61番 | 郡山市立桑野小学校 | 郡山市立郡山第六中学校 |

## 交通

### 道路
- 国道49号
- 福島県道142号河内郡山線（うねめ通り、さくら通り）
- 一級市道33号桑野大槻線（新さくら通り）
- 一級市道35号若葉桑野線（うねめ通り）

## 施設等
- 郡山労働基準監督署
- 日本年金機構 郡山年金事務所
- 郡山市役所西庁舎
- 郡山市こども総合支援センター
- 大島地域公民館
- 須賀川信用金庫 桑野支店
- ヨークタウン桑野
  - ヨークベニマル 桑野店
  - 無印良品 郡山桑野店
- マツモトキヨシ 郡山桑野店
- ビバホーム 桑野店
- 洋服の青山 郡山桑野店
- ホンダカーズ福島 郡山桑野店
- スーパー銭湯 遊・湯ランド
- 福島民報 郡山本社
- 大島中央公園